# (464401) 2016 BV15
(464401) 2016 BV15 es un asteroide perteneciente al cinturón de asteroides, descubierto el 10 de diciembre de 2004 por el equipo Spacewatch desde el Observatorio Nacional de Kitt Peak (Arizona, Estados Unidos).